# Dumesnil
Dumesnil, pseudonimo di Louis Gaulard Dumesny (fl. 1677-1700 – 1702), è stato un tenore francese. Il suo cognome si trova talvolta scritto Duménil, Dumény, du Mény o Du Mesny.

## Biografia
Poco si sa dei primi anni di vita di Dumesnil, la leggenda narra che stava lavorando come cuoco quando Jean-Baptiste Lully lo sentì cantare e rimase colpito dalla sua voce naturale e ben calibrata, la sua estensione vocale era allora conosciuta come haute-contre.
Fece il suo debutto sul palcoscenico nel 1677, cantando una piccola parte in Isis e poi continuò a creare tutti i ruoli all'interno della sua gamma in una serie di opere di Lully. Dopo la morte di Lully creò molti altri ruoli in opere di diversi compositori, in particolare Pascal Collasse, Marc-Antoine Charpentier, André Campra e André Cardinal Destouches.
Ottimo attore con una voce potente, sembrava aver imparato tutti i suoi ruoli a memoria perché non sapeva leggere la musica. Era ben noto come un libertino e per la sua disputa con La Maupin.

## Ruoli creati
- 1682: Il ruolo del protagonista in Persée di Lully
- 1684: Il ruolo del protagonista in Amadis di Lully
- 1686: Renaud in Armide di Lully
- 1686: Acis in Acis et Galatée di Lully
- 1687: Achille in Achille et Polyxène di Lully e Collasse
- 1689: Pélée in Thétis et Pélée di Collasse
- 1690: Énée in Énée et Lavinie di Collasse
- 1693: Énée in Didon di Henri Desmarets
- 1693: Jason in Médée di Marc-Antoine Charpentier
- 1697: Octavio in L'Europe galante di André Campra
- 1697: Philémon in Issé di Destouches
- 1697: Adonis in Vénus et Adonis di Henri Desmarets
- 1699: in Amadis de Grèce di Destouches